# Team RFR
Team RFR (dawniej KMP Racing) – rosyjski zespół wyścigowy, założony w 2009 roku. Ekipa powstała z przeznaczeniem startów w Formule Renault 3.5.

## Historia
W maju 2009 roku rosyjskie przedsiębiorstwo turystyczne KMP Group nawiązało współpracę z francuskim zespołem SG Formula, który pragnął rozpocząć starty w Formule Renault 3.5. Jednak w pierwszym sezonie startów zespół zdobył tylko 19 punktów i uplasował się na przedostatniej 12 pozycji. W 2010 roku działał już zespół KMP Racing z nowym dyrektorem Bruno Bessonem. W latach 2010–2011 pierwszoplanowe role w zespole odgrywali Anton Niebylicki oraz Nelson Panciatici. Jednak w obu sezonach ekipa wspięła się jedynie na 10 lokatę w klasyfikacji generalnej.
W 2012 roku nastąpiła przebudowa ekipa. Za zmianą personelu poszła zmiana nazwy. Od tej pory ekipa startowała jako Team RFR. Największe osiągnięcie przyszło dla zespołu, jak się później okazało, w ich ostatnim wyścigu w serii. Podczas niedzielnych zmagań na torze Circuit de Catalunya Michaił Aloszyn był drugi, a Aaro Vainio trzeci. Dało to zespołowi skok w klasyfikacji, jednak tylko na 10 miejsce.

## Starty

### Formuła Renault 3.5
W latach 2010–2011 zespół startował jako KMP Racing
| Rok  | Bolid           | Kierowcy          | Wyścigi | Wygrane | PP | NO | Pkt | M.K. | M.Z. |
| ---- | --------------- | ----------------- | ------- | ------- | -- | -- | --- | ---- | ---- |
| 2010 | Dallara-Renault | Anton Niebylicki  | 17      | 0       | 0  | 0  | 31  | 14   | 10   |
| 2010 | Dallara-Renault | Víctor García     | 17      | 0       | 0  | 0  | 4   | 24   | 10   |
| 2011 | Dallara-Renault | Anton Niebylicki  | 14      | 0       | 0  | 0  | 22  | 19   | 10   |
| 2011 | Dallara-Renault | Michaił Aloszyn   | 2       | 0       | 0  | 0  | 4   | 28   | 10   |
| 2011 | Dallara-Renault | Nelson Panciatici | 17      | 0       | 0  | 0  | 55  | 9    | 10   |
| 2012 | Dallara-Renault | Michaił Aloszyn   | 17      | 0       | 1  | 1  | 46  | 13   | 10   |
| 2012 | Dallara-Renault | Anton Niebylicki  | 10      | 0       | 0  | 0  | 0   | 31   | 10   |
| 2012 | Dallara-Renault | Aaro Vainio       | 6       | 0       | 0  | 0  | 27  | 18   | 10   |